# René Schützenberger
René-Paul Schützenberger (Mulhouse, 29 de julho de 1860 – Paris, 31 de dezembro de 1916) foi um pintor pós-impressionista francês.

## Vida
Nascido numa família de célebres cervejeiros da Alsácia, era filho do químico francês Paul Schützenberger (1829-1897). O pintor Louis-Frédéric Schützenberger (1825-1903) era seu primo.
Estudou na Academia Julian e começou a expor no Salon des Artistes Français em 1889, no Salon des Indépendants de 1902 e na Sociedade Nacional de Belas Artes de 1907. Recebeu uma menção honrosa no Salão de 1897 e na Exposição Universal de 1900.
Ele praticou pintura, retratos, nus e paisagens, tratando de temas ligados a vida cotidiana. Seu estilo é próximo ao movimento pós-impressionista, influenciado pelo grupo Les Nabis, cuja maioria dos integrantes era também egressa da Academia Julian.
René Schützenberger morreu em Paris, aos 56 anos.

## Trabalhos
- Devant la fenêtre, 1887.
- Le Chapeau du dimanche, 1888.
- Veuve et orpheline, 1888.
- Les Loisirs du vieux marin, 1889.
- Sur la plage, 1889.
- Liseuse à la fenêtre, 1890, Salon de 1891 (no 1509), musée de Soissons.
- La Madeleine au tombeau, 1890, Salon de 1891 (no 1510) et Salon des beaux-arts de Lyon de 1898 (no 622).
- La Femme en blanc, Salon de 1895 (no 1730).
- Le Moulin du Pressoir, Salon des beaux-arts de Lyon 1898 (no 623).
- Portrait, Exposition universelle de 1900 (no 1760).
- Avant le tub, Salon de la Société nationale des beaux-arts de 1906 (no 1099).
- Labour, Salon des indépendants de 1906 (no 3732).
- Quatre Vues de Bruges, Salon des indépendants de 1906 (no 4546-4547).
- Le Mur du séminaire, Bruges, Salon des indépendants de 1906 (no 4548).
- Le Quai des Meuniers (Bruges), Salon des indépendants de 1906 (no 4549).
- Le Quai vert (Bruges), Salon des indépendants de 1906 (no 4550).
- Le Dyver (Bruges), Salon des indépendants de 1906 (no 4551).
- Le Béguinage (Bruges), Salon des indépendants de 1906 (no 4552).
- Le Marché rue Saint-Jacques (Bruges), Salon des indépendants de 1906 (no 4552).
- Le Vivier, Salon des indépendants de 1907 (no 4445).
- L'Allée des pommiers, Salon des indépendants de 1907 (no 4446).
- Le Repos, Salon des indépendants de 1907 (no 4447).
- Les Meuillettes, Salon des indépendants de 1907 (no 4448).
- La Venelle, Salon des indépendants de 1907 (no 4449).
- La Haie, Salon des indépendants de 1907 (no 4450).
- L'Énigme, Salon de la Société nationale des beaux-arts de 1907 (no 1073).
- La Toilette, Salon de la Société des amis des arts de Nantes de 1907 (no 299).
- Femme et chat, Salon des indépendants de 1908 (no 5493).
- L'Ombre des grands peupliers, Salon des indépendants de 1908 (no 5494).
- La Plaine, Salon des indépendants de 1908 (no 5495).
- Le Coteau, Salon des indépendants de 1908 (no 5496).
- Les Javelles, Salon des indépendants de 1908 (no 5497).
- P'tit, p'tit, p'tit !!!, Salon des indépendants de 1908 (no 5498).
- Les Larmes dans les yeux, Salon de la Société nationale des beaux-arts de 1908 (no 1045).
- La Bataille, ou Notre Peau est jaune, la leur est blanche ; l'or vaut mieux que l'argent, 1909, Salon de la Société nationale des beaux-arts de 1910.
- La Partie de dés, 1910, Salon de la Société nationale des beaux-arts de 1911 (no 1154).
- La Coiffure, Salon de la Société nationale des beaux-arts de 1911 (no 1156).
- L'Écran de ses cheveux, 1911, Salon de la Société nationale des beaux-arts de 1912 (no 1162).
- Le Paravent fleuri, 1911, Salon de la Société nationale des beaux-arts de 1912 (no 1161).
- La Femme et la fleur, Salon de la Société nationale des beaux-arts de 1913 (no 1137).
- Le Collier de jade, Salon de la Société nationale des beaux-arts de 1914 (no 1084).
- Le Parfum, Salon de la Société nationale des beaux-arts de 1914 (no 1083).

## Pinturas

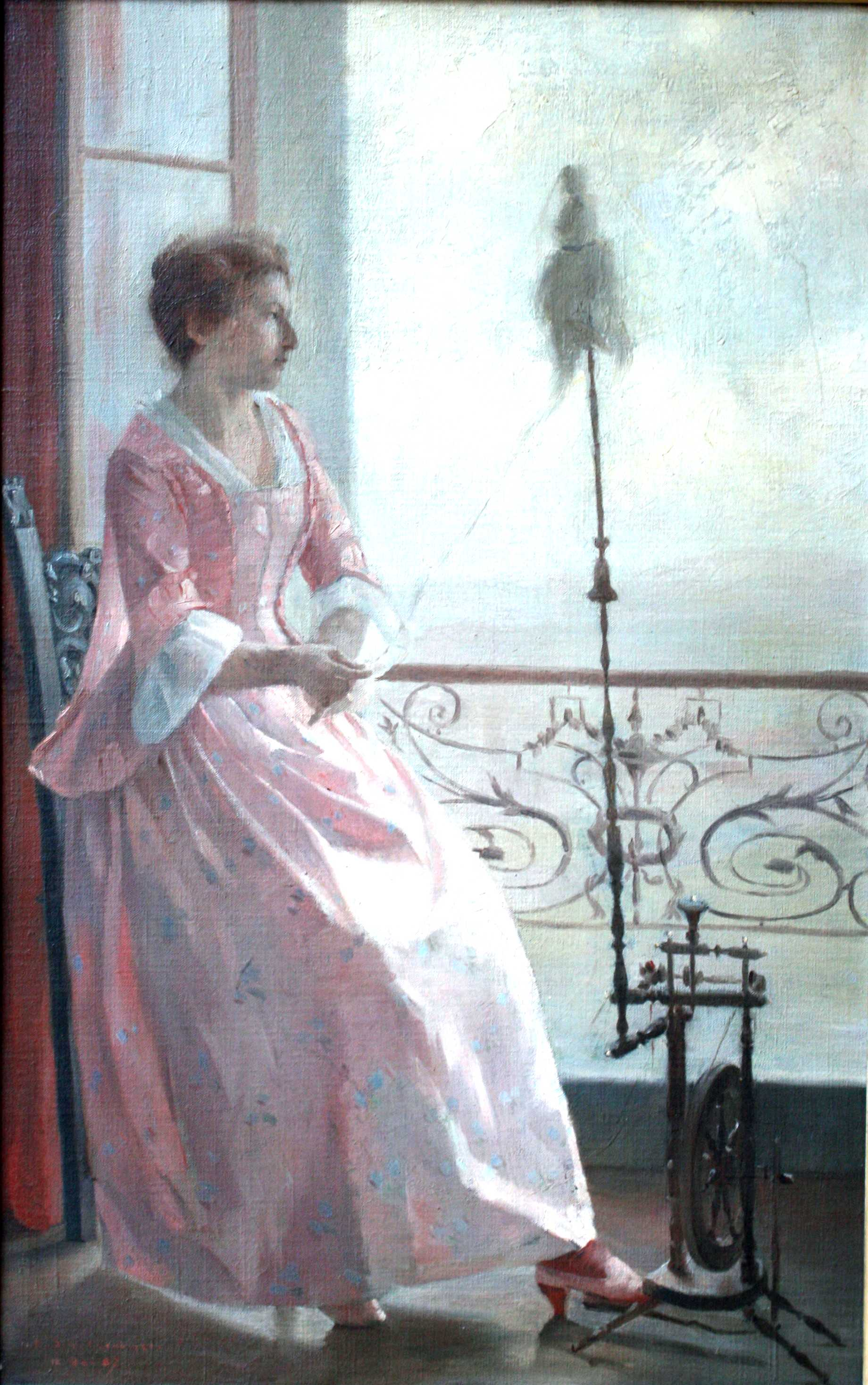
Em Frente à Janela (12 de maio de 1887)
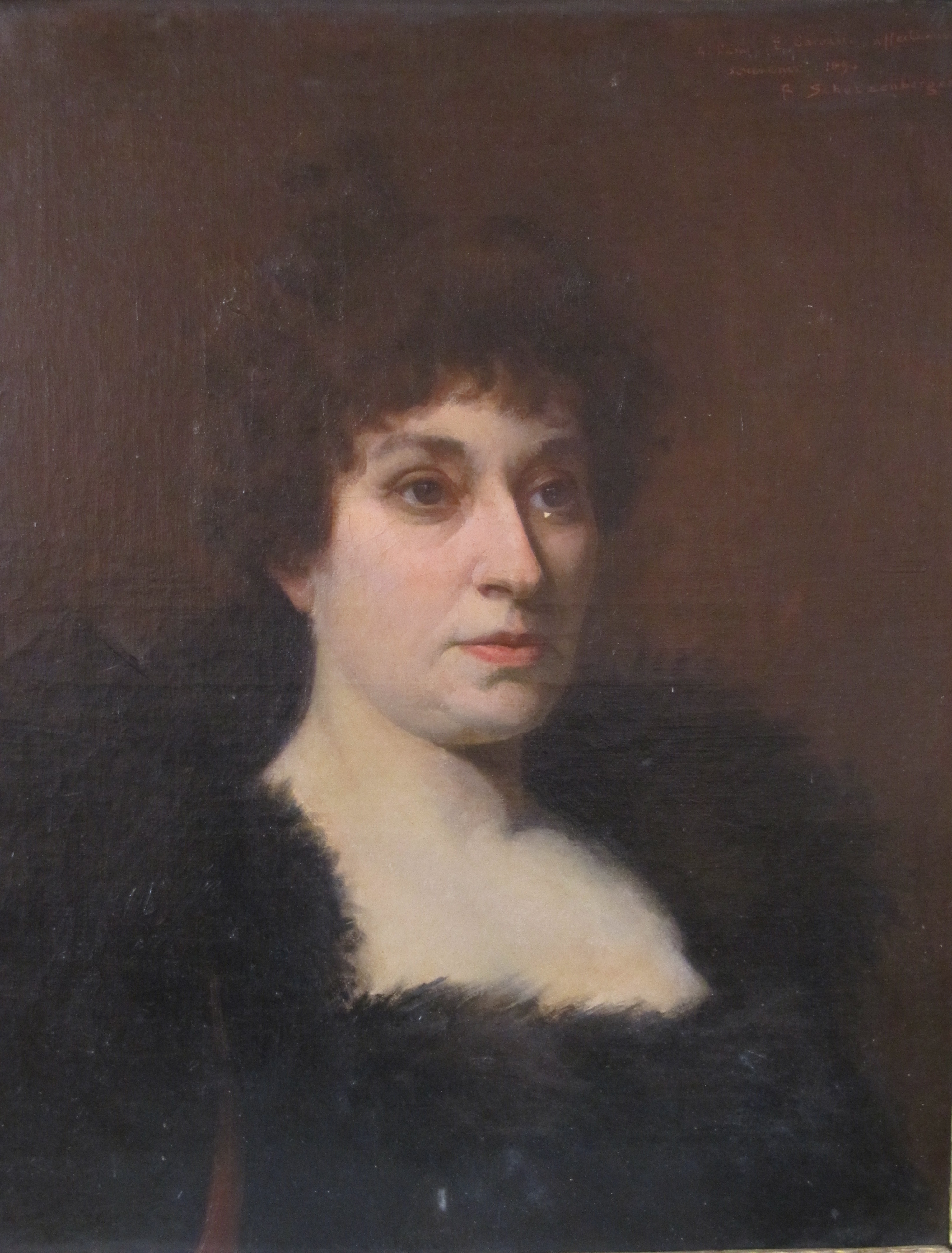
Retrato de uma mulher de preto (1894)
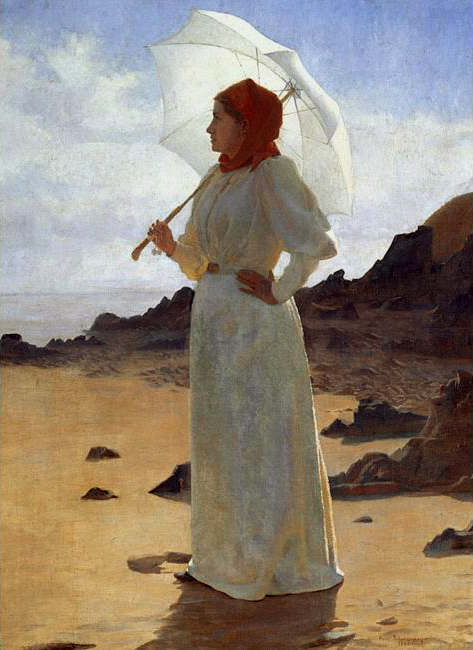
Mulher de branco (1895)
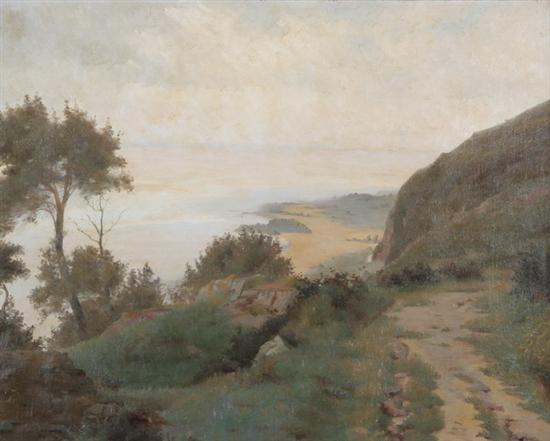
Com vista para o mar (1896)
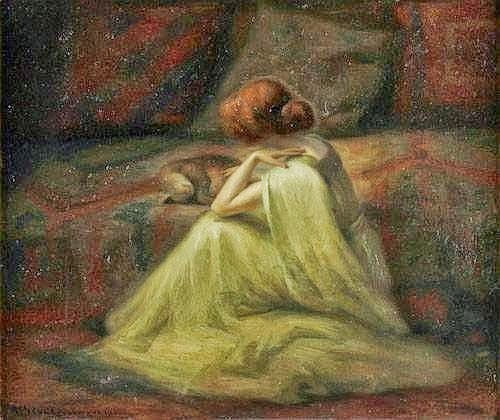
Uma senhora elegante acariciando seu gato (1904)
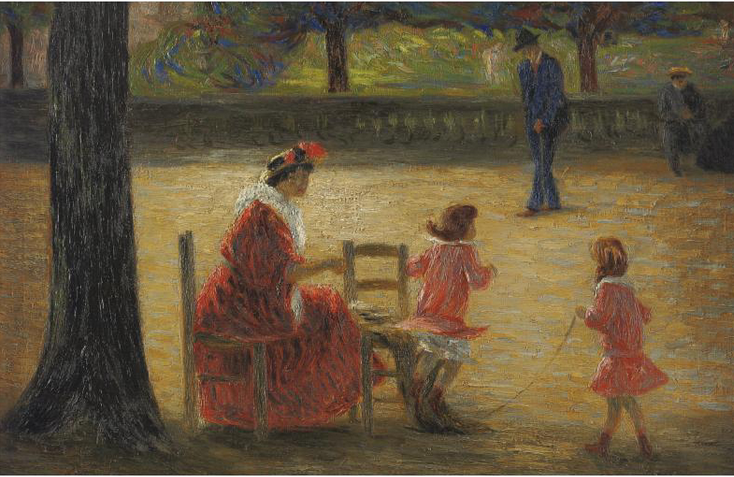
Nos Jardins de Luxemburgo (1908)
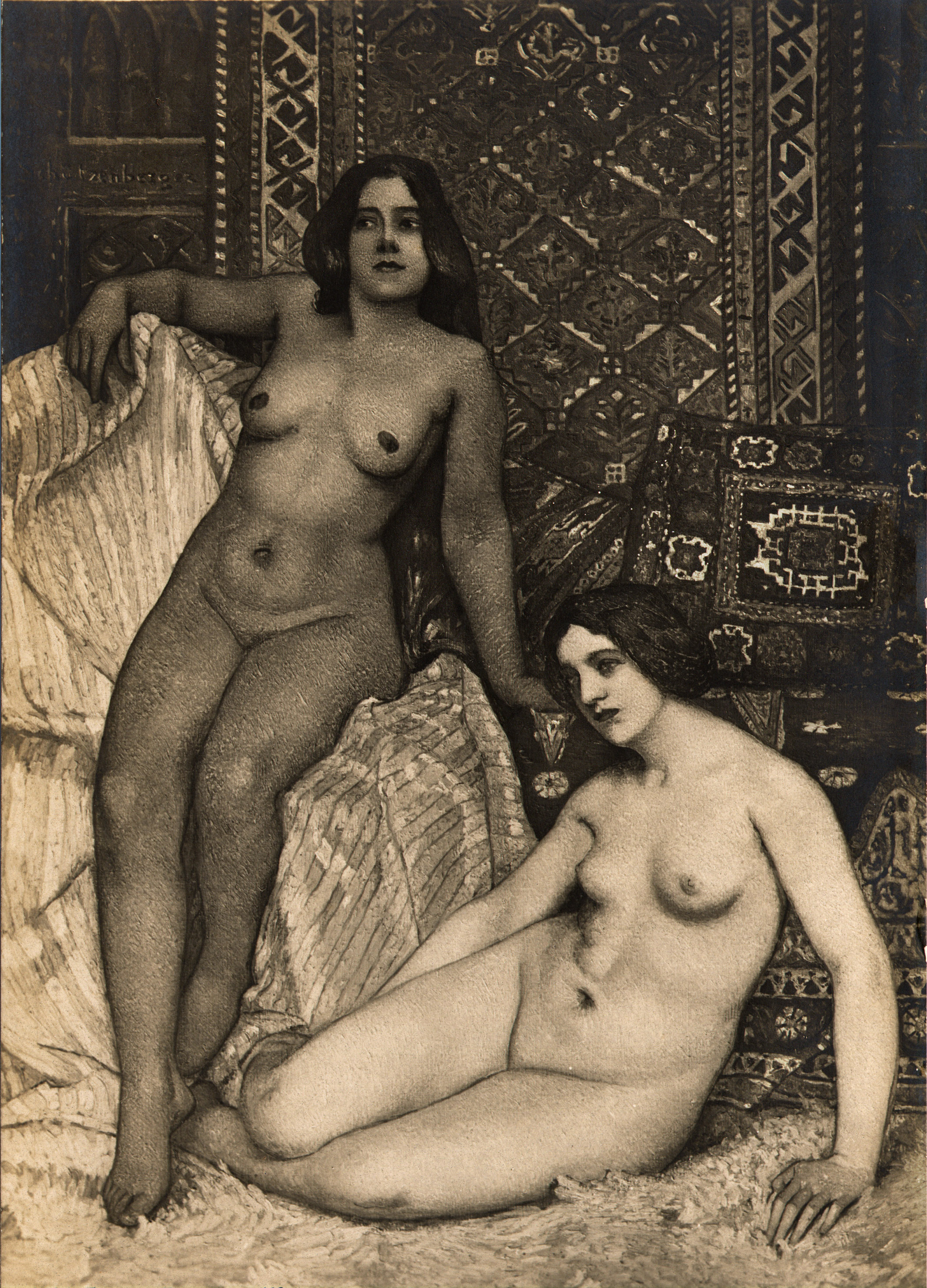
A batalha (1909)
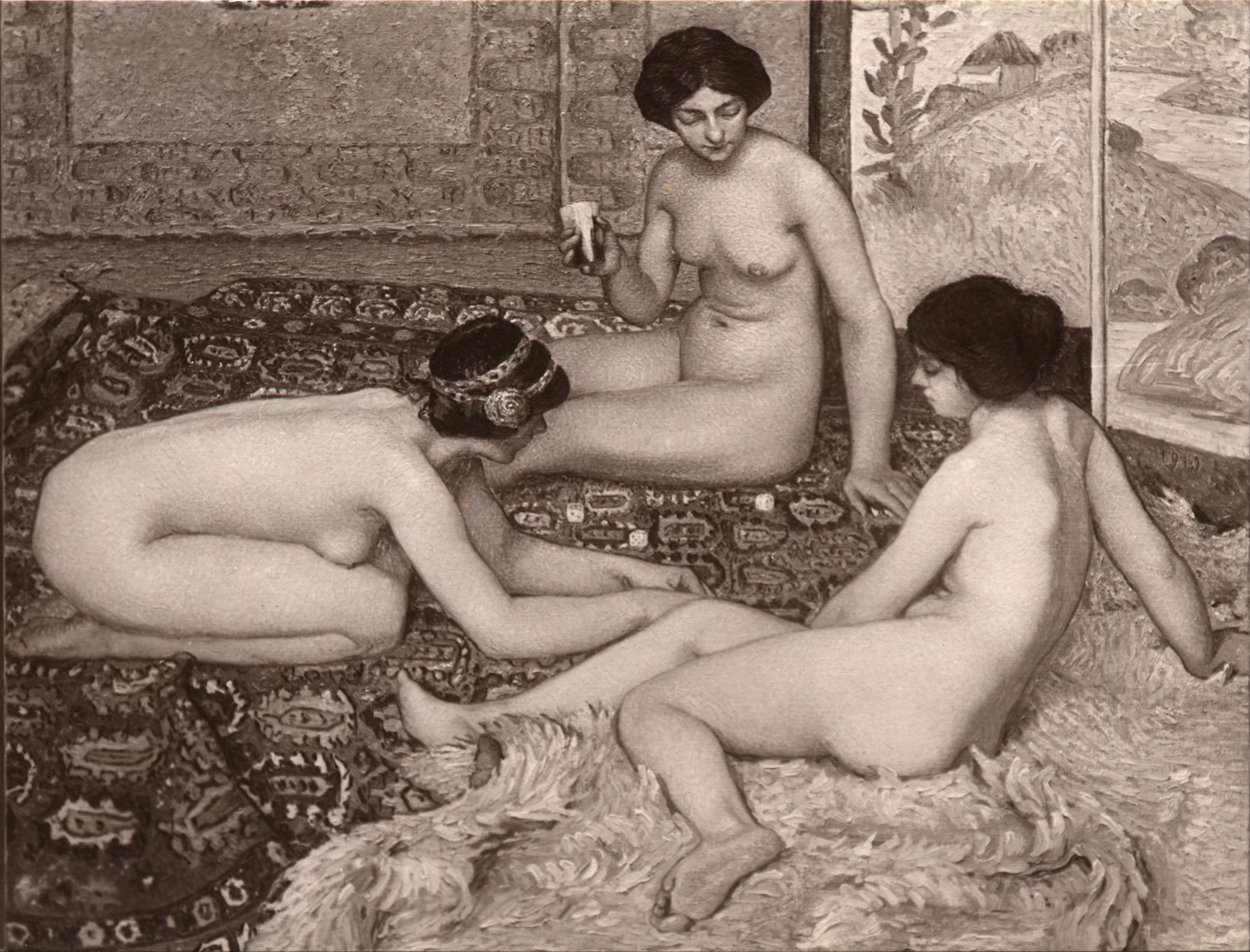
Jogando dados (1910)
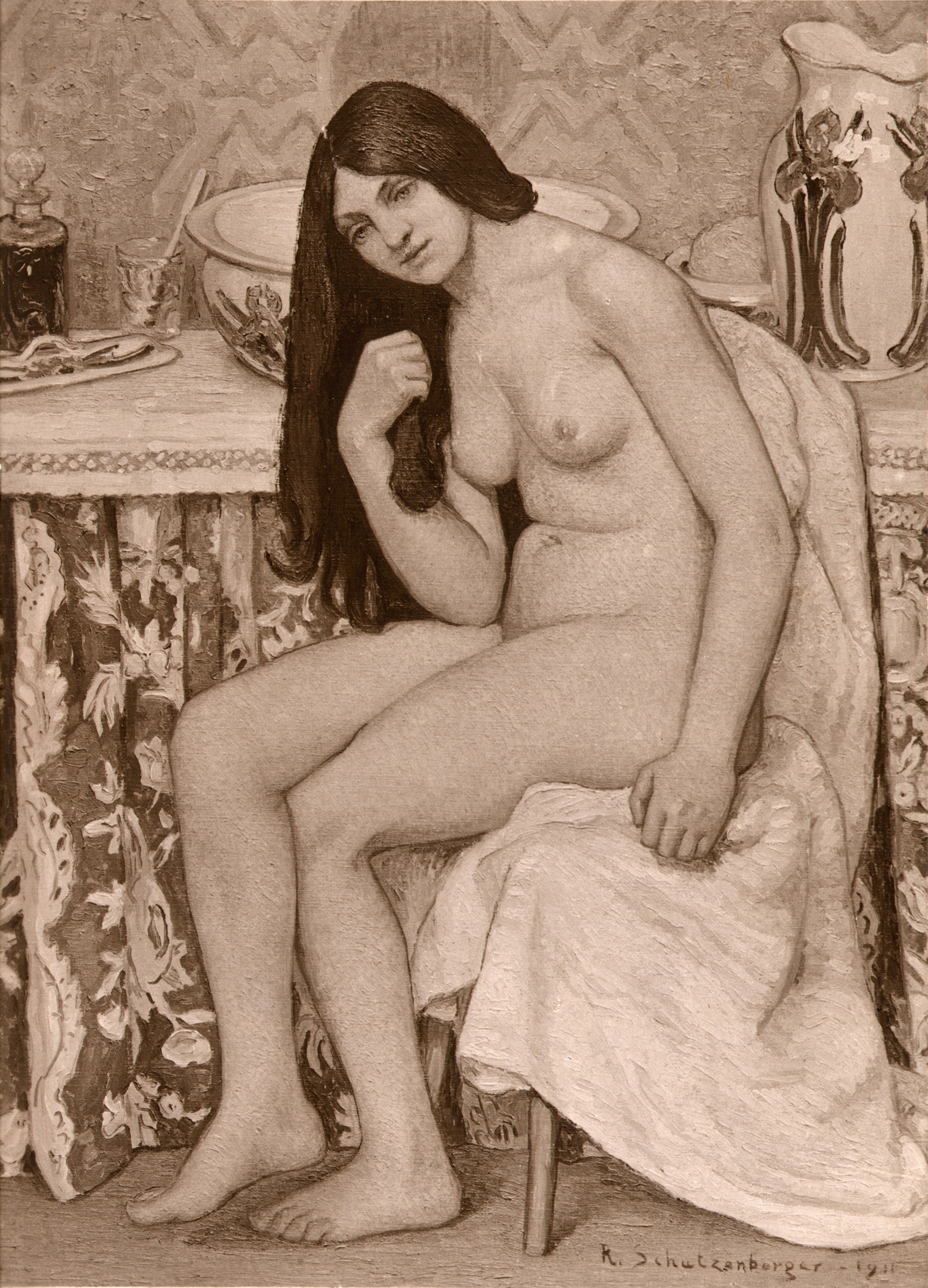
Vail of Hair (1911)
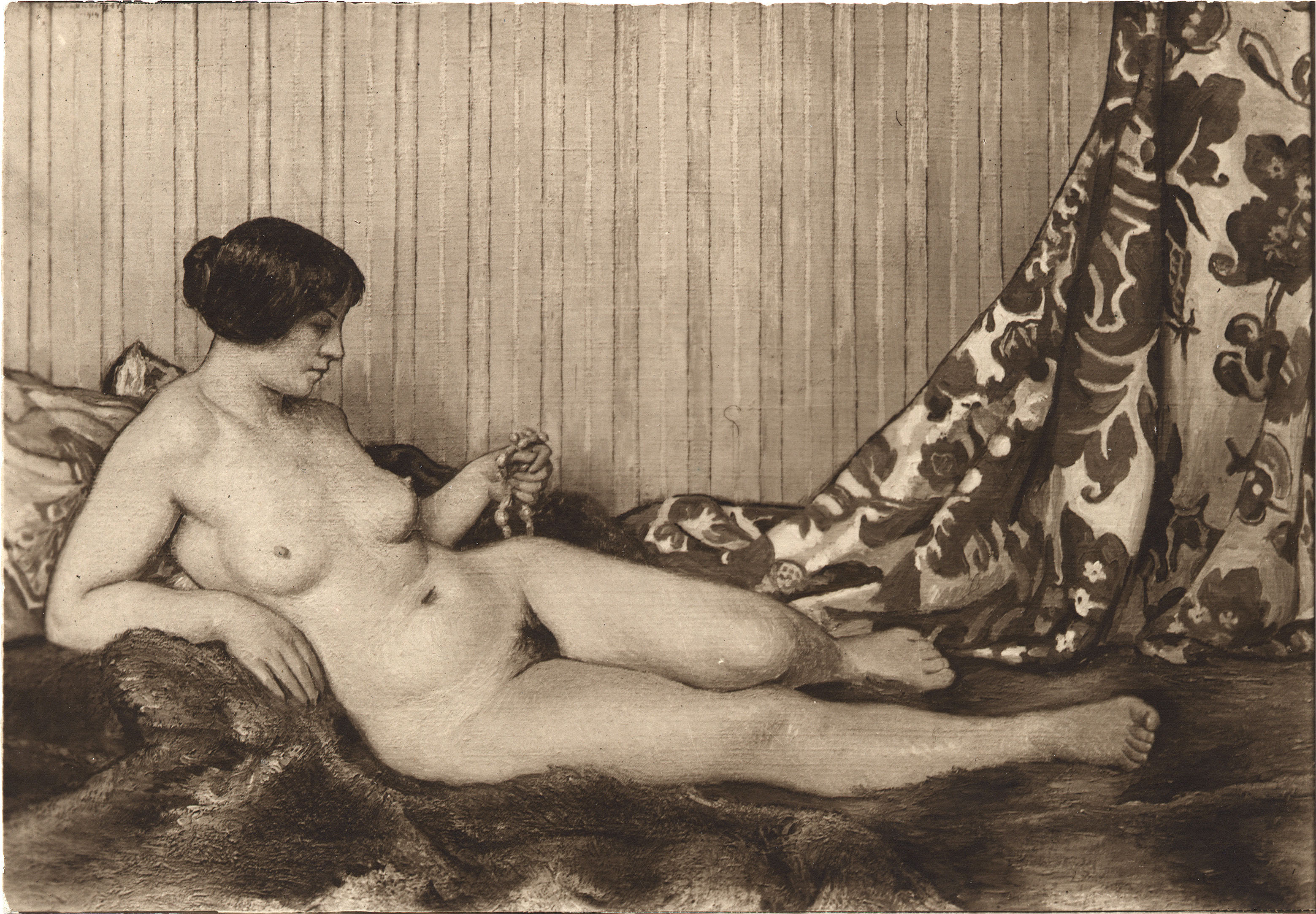
O Colar de Jade (1914)
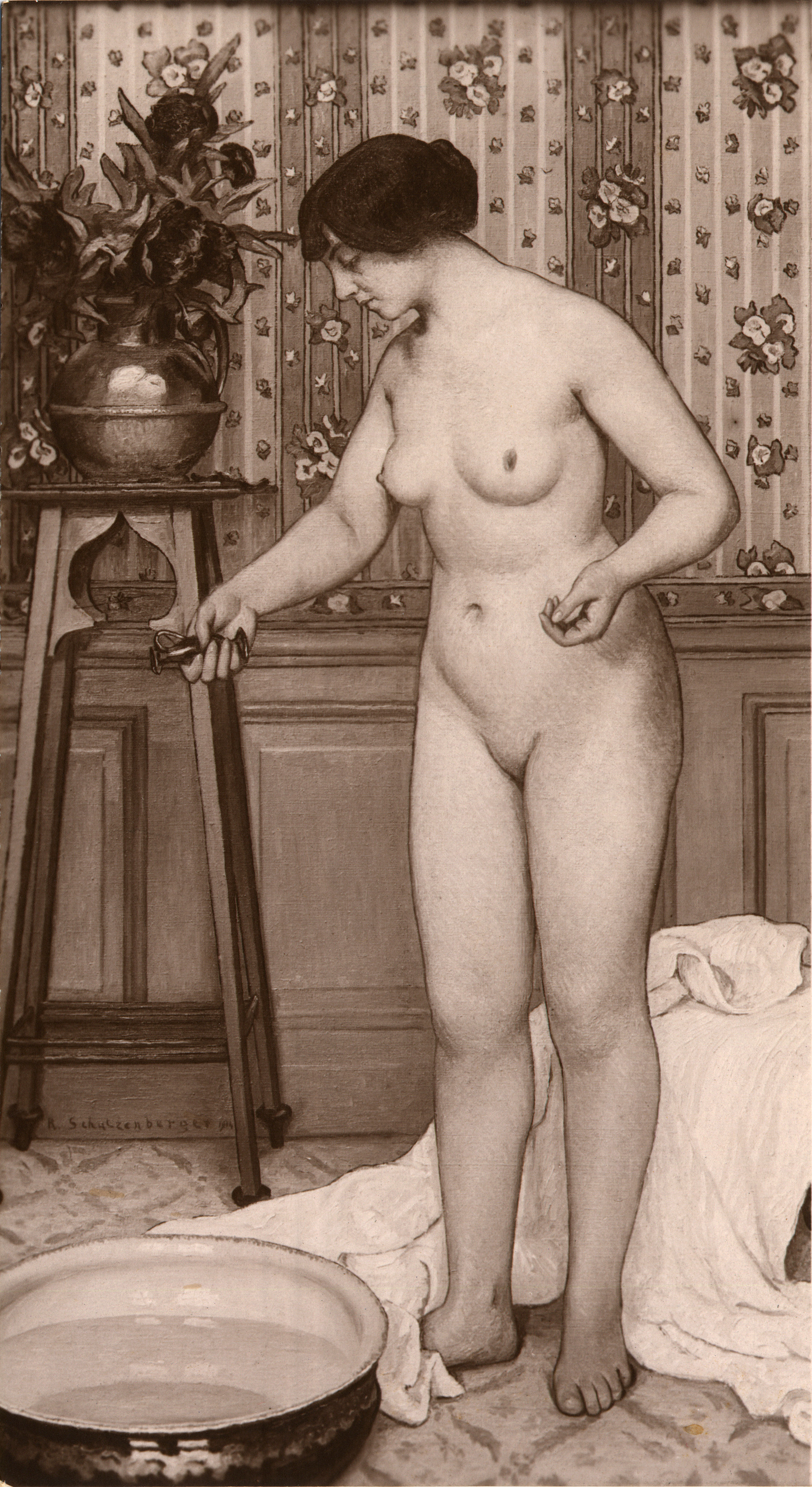
O Perfume (1914)
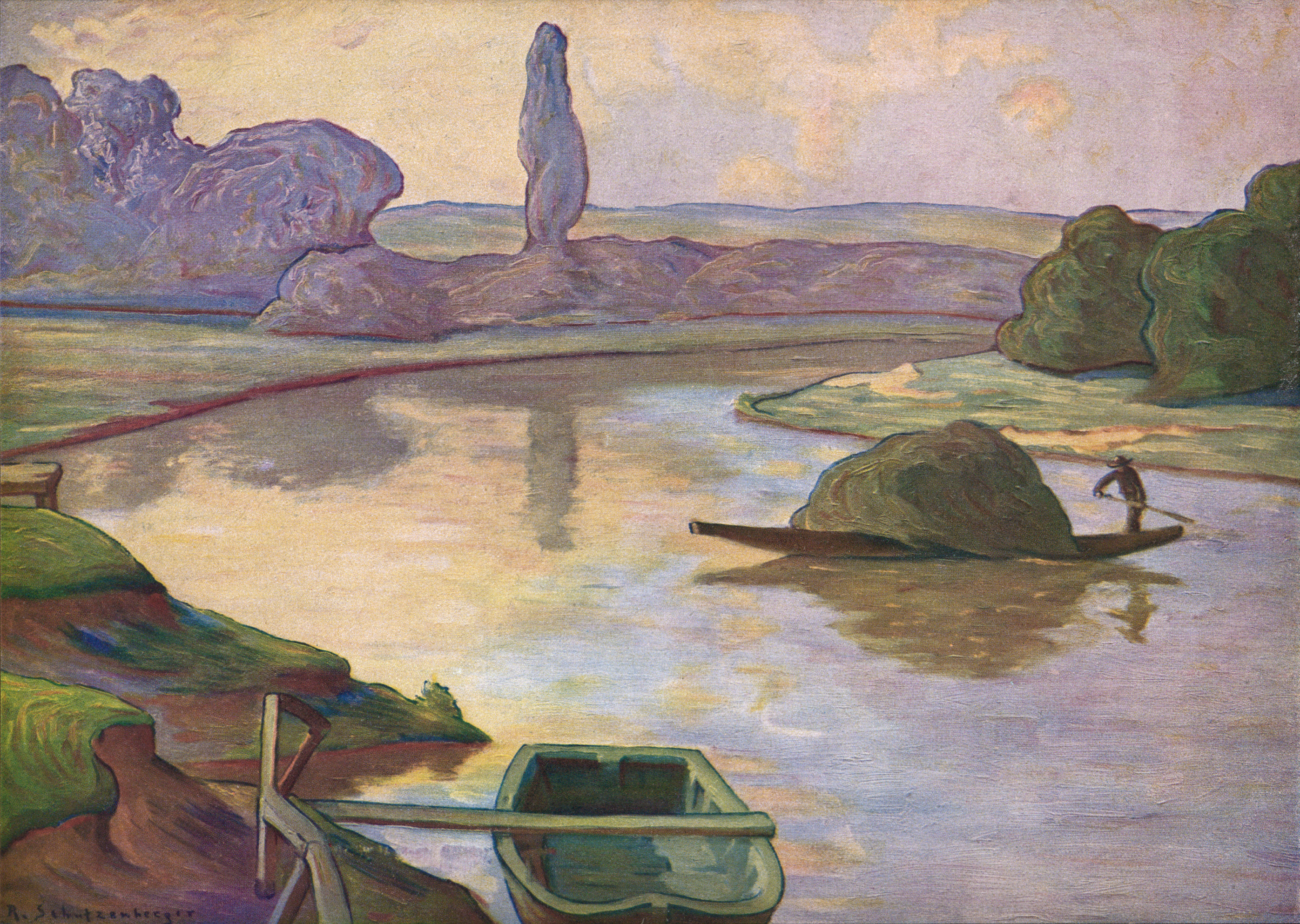
Ilhas no rio Reno perto de Estrasburgo (c.1915)
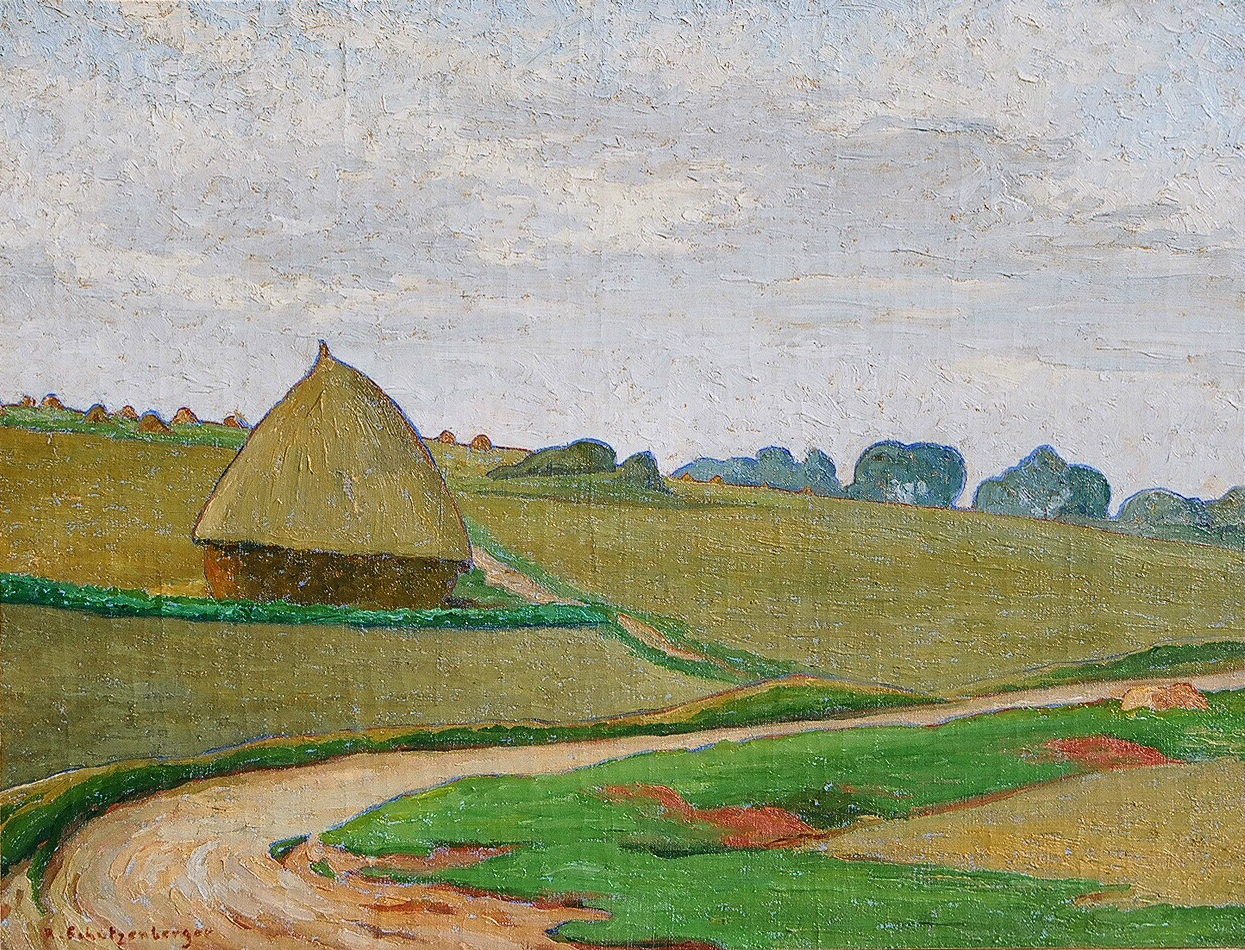
Paisagem com Rick (c.1915)